# Cyathodes platystoma
Cyathodes platystoma är en ljungväxtart som beskrevs av Carolyn M. Weiller.
Cyathodes platystoma ingår i släktet Cyathodes, och familjen ljungväxter. Inga underarter finns listade i Catalogue of Life.